# Клочкове
Клочкове (раніше також хутір Клочків) — колишнє село Новогеоргіївського району Кіровоградської області. На початку 1960-х років затоплене водами Кременчуцького водосховища.
У XIX ст хутір Клочків був у складі Чигиринського повіту Київської губернії.
У 1941 році до складу Клочківської сільської Ради Ново-Георгіївського району Кіровоградської обл. перейшов хутір Коропівка.